# Arthroleptis troglodytes
Arthroleptis troglodytes är en groddjursart som beskrevs av John C. Poynton 1963. Arthroleptis troglodytes ingår i släktet Arthroleptis och familjen Arthroleptidae. IUCN kategoriserar arten globalt som akut hotad. Inga underarter finns listade i Catalogue of Life.